# Miss Perú 1959
El Miss Perú 1959 fue la séptima (7º) edición del certamen de belleza Miss Perú, se realizó el  15 de julio de 1959 en el Teatro Municipal de Lima, Perú. Ese año 16 candidatas compitieron para ser elegidas las representantes peruanas al Miss Universo y por primera vez al Miss Mundo.
La ganadora al final del evento fue Guadalupe Mariátegui Hawkins, quien representó a Perú en el Miss Universo 1959. María Elena Rossel Zapata representó al Perú en el certamen de Miss Mundo 1959 celebrado en Londres, quedando en segundo lugar.

## Resultados
| Posiciones           | Candidata |
| Miss Perú 1959       | - Callao - Guadalupe Mariátegui Hawkins                                                                           |
| Miss Perú Mundo 1959 | - Piura - María Elena Rossel                                                                                      |
| 1ª Finalista         | - Tacna - Carmen Lavarello                                                                                        |
| 2ª Finalista         | - Lima - Monona Velarde                                                                                           |
| Top 8                | - Lambayeque - Maritza Newman - Amazonas - Amelia 'Melita' Castro - Ica - Rosario Elias - San Martín – Mery Checa |

## Premios Especiales
- Miss Fotogénica - Piura - María Elena Rossel
- Miss Simpatía - San Martín – Mery Checa
- Miss Elegancia - Lima - Monona Velarde

## Candidatas
Las candidatas del Miss Perú 1959 fueron:
| - Amazonas - Amelia 'Melita' Castro - Arequipa - Rosario García - Callao - Guadalupe Mariátegui - Huancavelica - Violeta Ortega - Ica - Rosario Elias - Junín - Graciela Odriozola - La Libertad - Carmela Condemarín - Lambayeque - Maritza Newman | - Lima - Monona Velarde - Loreto - Olga Herbozo - Madre de Dios - Cossi Zapata - Moquegua - Graciela 'Chela' Olazábal - Pasco - Maritza Pletikosich - Piura - María Elena Rossel - San Martín – Mery Checa - Tacna - Carmen Lavarello |